# サプライ級補給艦
サプライ級補給艦（英語:Supply Class Auxiliary Oiler Replenishment  Vessels）は、オーストラリア海軍が運用する補給艦の艦級。海軍の艦艇や戦闘部隊に対する補給支援に加え、海上での環境汚染防止、兵站支援、自然災害の人道支援及び救護活動の支援に運用することを想定している。

## 来歴
2014年、オーストラリア政府は耐用年数を迎える補給艦「サクセス」と「シリウス」の後継の検討を開始、スペインのナバンティアがスペイン海軍の補給艦「カンタブリア」を基にした設計を、韓国の大宇造船海洋がイギリス海軍のタイド型給油艦を元にした設計を提案し、入札競争が行われた。
2016年、オーストラリア政府はナバンティア社の提案を採用すると発表。
本級はスペインのフェロルにあるナバンティア造船所で建造され、1番艦であるサプライは2020年10月に、2番艦であるストールワールは2021年6月に西方艦隊基地に到着し、戦闘システムなどの追加装備が取り付けられた。 

## 設計
船体は、マルポール条約に準拠した二重船体設計となっている。船尾にはヘリコプター甲板があり、ヘリコプター1機の運用が可能。
洋上補給
補給ステーションは、右舷と左舷に4基ある。船尾には船舶用燃料を給油するためのステーションが1基設置されている。
補給品格納
以下の物資を輸送する能力がある。
- 食糧470トン
- 淡水140㎥
- 航空燃料1,450㎥
- 貸油（船舶燃料）8,200㎥
- 弾薬270トン

## 同艦型
| 艦名           | 艦番号 | 起工            | 進水            | 就役            | 所属         |
| -------------- | ------ | --------------- | --------------- | --------------- | ------------ |
| サプライ       | A195   | 2017年 11月18日 | 2018年 11月24日 | 2021年 4月10日  | 東方艦隊基地 |
| ストールワール | A304   | 2018年 11月25日 | 2019年 8月30日  | 2021年 11月13日 | 西方艦隊基地 |